# Felicia

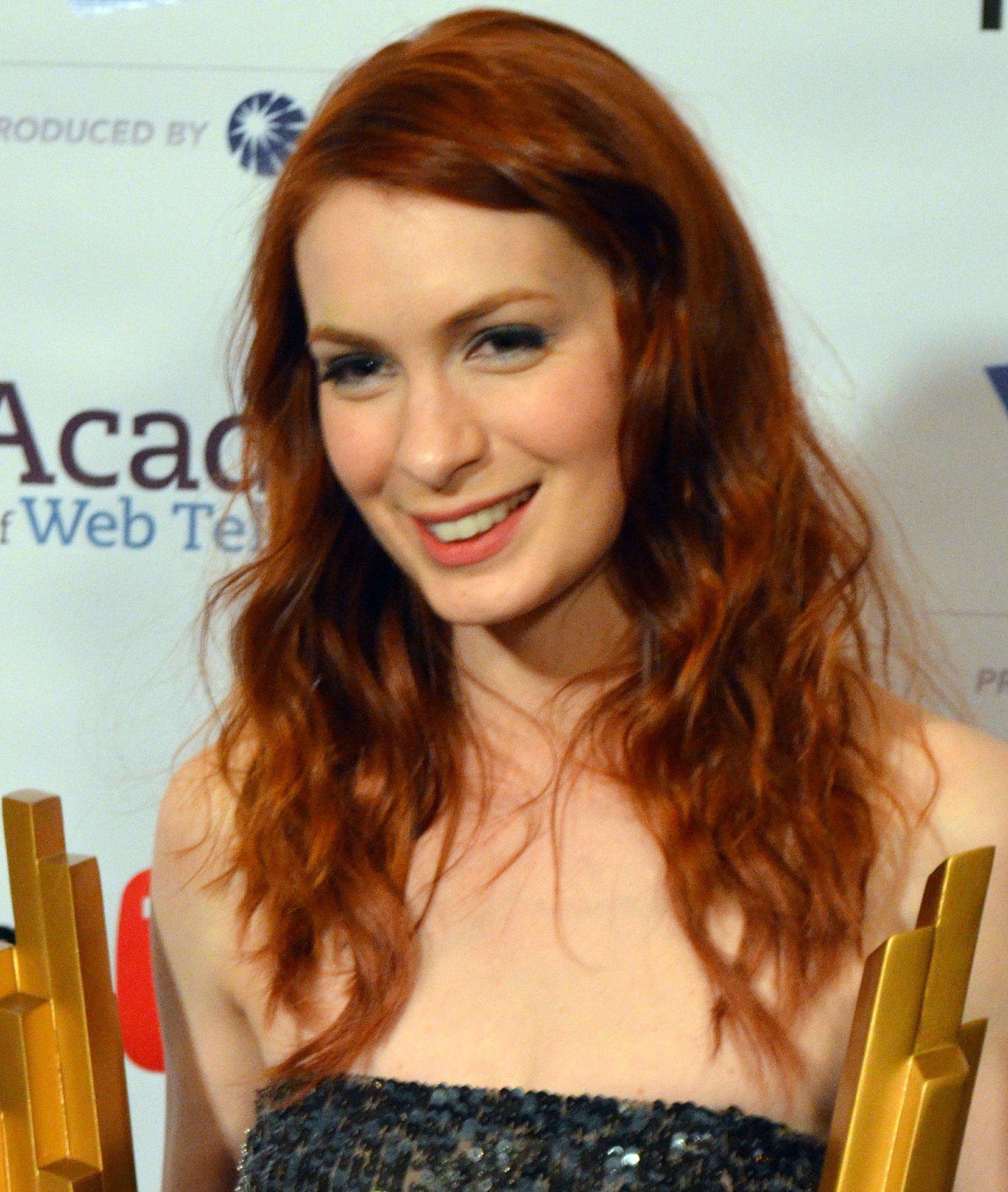
Felicia Day.

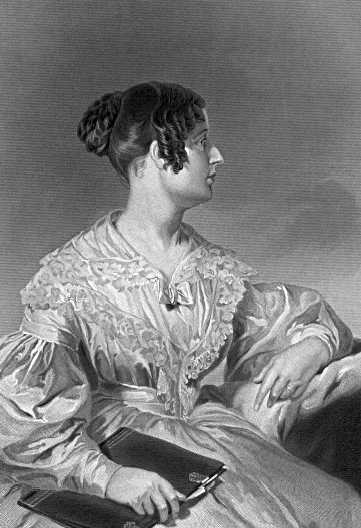
Felicia Hemans.

Felicia är ett latinskt kvinnonamn som betyder lycklig. Den manliga motsvarigheten är Felix. 
Från att ha varit mycket ovanligt blev namnet allt populärare i Sverige under  1990-talet.[källa behövs]
Den 31 december 2014 fanns det totalt 20 800 kvinnor folkbokförda i Sverige med namnet Felicia, varav 13 241 bar det som tilltalsnamn. En variant är Felice.
Namnsdag i Sverige: 14 januari (sedan 1986), tillsammans med Felix. I den finlandssvenska namnsdagslängden har Felicia namnsdag 6 september sedan 2005.

## Personer med namnet Felicia
- Felicia av Sicilien, ungersk drottning
- Félicia Ballanger, fransk tävlingscyklist
- Felicia Cornaro, ventiansk dogaressa och de facto politiker
- Felicia Day, amerikansk skådespelerska
- Felicia Farr, amerikansk skådespelerska
- Felicia Feldt, svensk författare, dotter till Anna Wahlgren
- Felicia Hemans, brittisk poet
- Felicia Löwerdahl, svensk skådespelerska
- Felicia Mihali, rumänsk-kanadensisk författare
- Felicia Olsson, svensk sångerska
- Felicia Țilea-Moldovan, rumänsk friidrottare

## Fiktiva personer med namnet Felicia
- Felicia, Astolfs älskade i Per Daniel Amadeus Atterboms sagospel Lycksalighetens ö från 1824-1827.
- Felicia Venhaug, person som lever i ett triangelförhållande i Aksel Sandemoses romaner Varulven (1958) och Felicias bryllup (1961).
- Felicia, person i Cornelis Vreeswijks sång Felicia - adjö (1968) och på skivan Felicias svenska suite (1978), inspirerad av Sandemoses rollfigur.
- Felicia Ekebladh, person i SVT:s dramaserie Sjätte dagen från 1999.